# 慶尚南道知事
慶尚南道知事（朝: 경상남도지사）は、大韓民国慶尚南道の知事である。
日本統治時代の知事については慶尚南道 (日本統治時代)#歴代慶尚南道知事（道長官を含む）を参照。

## 一覧
| 選出方法 | 代数 | 氏名   | 任期                            |
| -------- | ---- | ------ | ------------------------------- |
| 官選     | 1    | 金秉圭 | 1946年1月23日 - 1946年12月20日  |
| 官選     | 2    | 金喆寿 | 1947年1月7日 - 1948年10月17日   |
| 官選     | 3    | 文時煥 | 1948年10月18日 - 1949年11月14日 |
| 官選     | 4    | 梁聖奉 | 1949年11月15日 - 1953年10月7日  |
| 官選     | 5    | 李相龍 | 1953年10月21日 - 1957年2月14日  |
| 官選     | 6    | 金奎鎮 | 1957年3月1日 - 1959年11月23日   |
| 官選     | 7    | 慎道晟 | 1959年11月24日 - 1960年4月30日  |
| 官選     | 8    | 李基周 | 1960年5月2日 - 1960年10月6日    |
| 官選     | 9    | 鄭鍾哲 | 1960年10月7日 - 1960年12月28日  |
| 民選     | 10   | 李基周 | 1960年12月29日 - 1961年5月23日  |
| 官選     | 11   | 崔甲中 | 1961年5月24日 - 1961年8月24日   |
| 官選     | 12   | 楊燦宇 | 1961年8月25日 - 1963年12月16日  |
| 官選     | 13   | 李啓純 | 1963年12月19日 - 1968年5月20日  |
| 官選     | 14   | 李基洙 | 1968年5月21日 - 1969年5月12日   |
| 官選     | 15   | 金孝栄 | 1969年5月13日 - 1971年6月11日   |
| 官選     | 16   | 丁海植 | 1971年6月12日 - 1974年2月4日    |
| 官選     | 17   | 姜泳琇 | 1974年2月5日 - 1976年10月11日   |
| 官選     | 18   | 趙炳奎 | 1976年10月12日 - 1978年12月23日 |
| 官選     | 19   | 金聖柱 | 1978年12月26日 - 1980年7月9日   |
| 官選     | 20   | 崔鍾鎬 | 1980年7月18日 - 1982年5月24日   |
| 官選     | 21   | 李圭孝 | 1982年5月25日 - 1985年2月20日   |
| 官選     | 22   | 金周浩 | 1985年2月21日 - 1986年8月28日   |
| 官選     | 23   | 趙益来 | 1986年8月29日 - 1988年12月12日  |
| 官選     | 24   | 崔一洪 | 1988年12月13日 - 1990年12月27日 |
| 官選     | 25   | 金原奭 | 1990年12月28日 - 1993年3月3日   |
| 官選     | 26   | 尹漢道 | 1993年3月4日 - 1993年12月27日   |
| 官選     | 27   | 金爀珪 | 1993年12月28日 - 1995年3月29日  |
| 官選     | 28   | 安明弼 | 1995年3月30日 - 1995年6月30日   |
| 民選     | 29   | 金爀珪 | 1995年7月1日 - 1998年6月30日    |
| 民選     | 30   | 金爀珪 | 1998年7月1日 - 2002年6月30日    |
| 民選     | 31   | 金爀珪 | 2002年7月1日 - 2003年12月14日   |
| 民選     | 代理 | 張仁太 | 2003年12月15日 - 2004年5月3日   |
| 民選     | 代理 | 金采溶 | 2004年5月4日 - 2004年6月5日     |
| 民選     | 32   | 金台鎬 | 2004年6月6日 - 2006年6月30日    |
| 民選     | 33   | 金台鎬 | 2006年7月1日 - 2010年6月30日    |
| 民選     | 34   | 金斗官 | 2010年7月1日 - 2012年7月6日     |
| 民選     | 代理 | 林采虎 | 2012年7月7日 - 2012年12月19日   |
| 民選     | 35   | 洪準杓 | 2012年12月20日 - 2014年6月30日  |
| 民選     | 36   | 洪準杓 | 2014年7月1日 - 2017年4月9日     |
| 民選     | 代理 | 柳淳鉉 | 2017年4月10日 - 2017年8月16日   |
| 民選     | 代理 | 韓径浩 | 2017年8月17日 - 2018年6月30日   |
| 民選     | 37   | 金慶洙 | 2018年7月1日 - 2019年1月30日    |
| 民選     | 代理 | 朴性鎬 | 2019年1月30日 - 2019年4月17日   |
| 民選     | 37   | 金慶洙 | 2019年4月18日 - 2021年7月21日   |
| 民選     | 代理 | 河炳弼 | 2021年7月21日 - 2022年6月30日   |
| 民選     | 38   | 朴完洙 | 2022年7月1日 -                  |